# Rue Juliette-Dodu (La Réunion)
Pour les articles homonymes, voir Rue Juliette-Dodu.

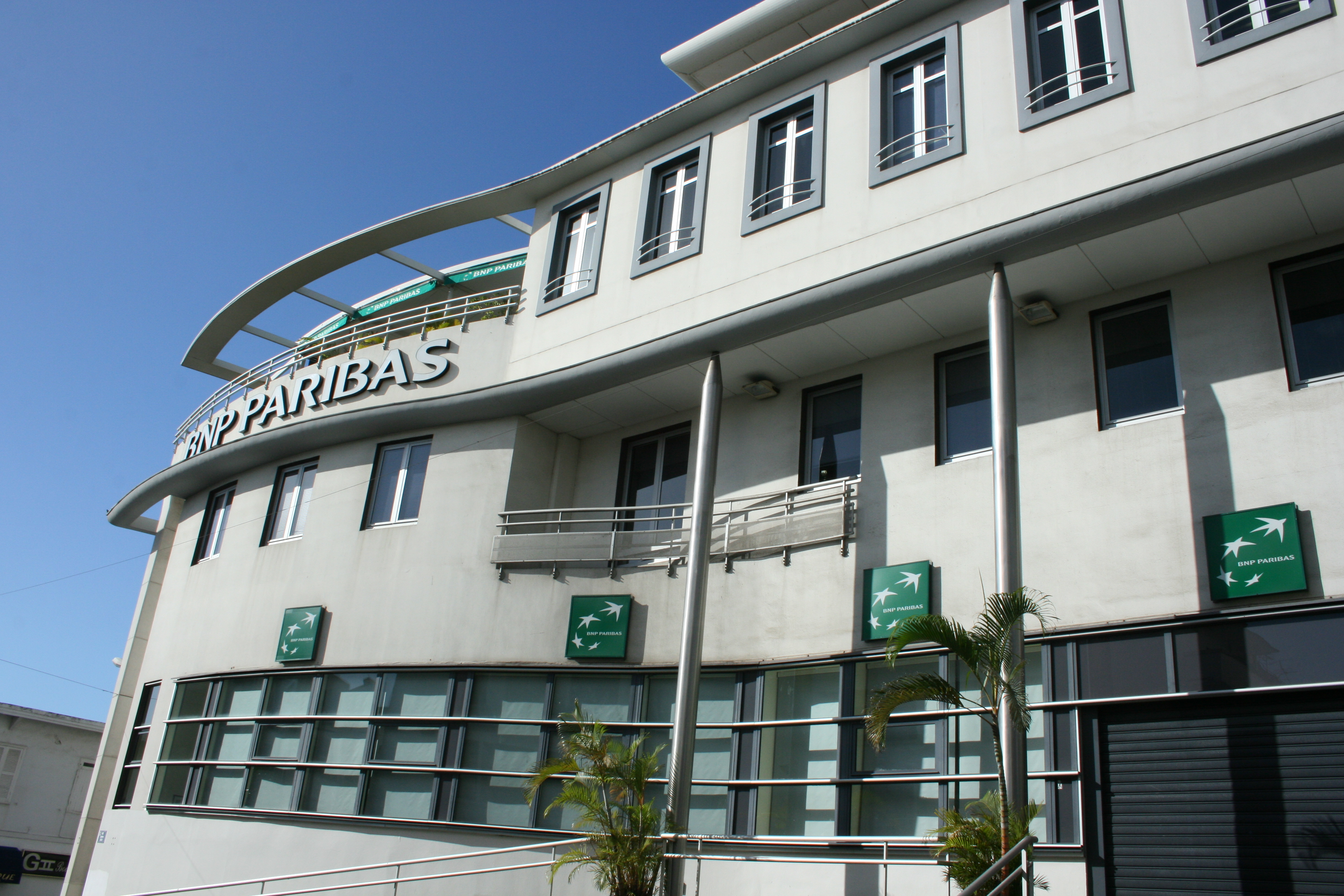
Vue du siège de la BNP Paribas à La Réunion depuis la rue Juliette-Dodu.

La rue Juliette-Dodu est une rue importante de Saint-Denis, le chef-lieu de l'île de La Réunion.

## Situation et accès
Parallèle à la rue Jean-Chatel, située un pâté de maisons plus à l'ouest, elle traverse le centre-ville selon un axe nord-sud en montant depuis le quartier du Barachois et donc la mer.

## Origine du nom
Elle rend honneur à Juliette Dodu, héroïne de la guerre franco-prussienne de 1870.

## Historique
Cette rue s'est autrefois appelée rue du Conseil, avant de prendre sa dénomination actuelle.

## Bâtiments remarquables et lieux de mémoire
Liste d'édifices remarquables du nord au sud :
- 2, rue Juliette-Dodu : ancien parc d'artillerie, inscrit au titre des monuments historiques le 16 février 2006.
- 31, rue Juliette-Dodu : hôtel Le Juliette Dodu.
- Prison Juliette-Dodu.
- 66, rue Juliette-Dodu : maison du Premier président de la cour d'appel
- 67, rue Juliette-Dodu : siège régional de la BNP Paribas.
- 136, rue Juliette-Dodu (angle de la rue du Maréchal-Leclerc) : poste centrale de Saint-Denis.
- 140, rue Juliette-Dodu (accès public par le 36, rue Félix Guyon) : ancienne maison du Premier président de la cour d'appel, inscrite au titre des monuments historiques le 30 mai 1984, renommée villa Lenoir depuis sa revente en 2013 et sa restauration.
- 166, rue Juliette-Dodu : cour d'appel de Saint-Denis.
- Collège de Bourbon.